# Diritto costituzionale
Il diritto costituzionale è la branca del diritto pubblico che si occupa, inizialmente, dell'evoluzione e dell'organizzazione dello Stato e dei rapporti tra autorità pubblica e individuo. Da un punto di vista formale-positivista, invece, appartiene alla branca del diritto costituzionale tutto ciò che è oggetto di disciplina da parte della Costituzione, delle leggi costituzionali e degli altri atti normativi e giurisprudenziali che vi diano diretta attuazione.

## Origini
Le origini del diritto costituzionale possono già individuarsi nella Magna Charta Libertatum del 1215, ma i canoni che disegnano il costituzionalismo moderno si trovano affermati e concettualizzati, successivamente, nella letteratura politica e giuridica che si afferma, in Inghilterra, con il Bill of Rights del 1689, in Nord-America, con la Dichiarazione di indipendenza degli Stati Uniti d'America del 1776 e, in Francia, con la Dichiarazione dei diritti dell'uomo e del cittadino del 1789.
L'elaborazione delle Costituzioni liberali nel corso del XIX secolo si ispirò a questi modelli, pur adattandoli alle singole realtà nazionali europee interessate.

## Ambiti tematici del diritto costituzionale italiano
1. Concetti fondamentali
  1. Ordinamento giuridico
  2. Forme di stato e forme di governo
2. La formazione dell'ordinamento italiano 
  1. Statuto albertino
  2. Regime fascista
  3. periodo costituzionale transitorio e Assemblea costituente
  4. Costituzione della Repubblica
3. Rappresentanza politica
  1. Popolo e corpo elettorale
  2. Sistemi elettorali
  3. Status di parlamentare
  4. Parlamento
4. Attività parlamentari
  1. Funzione legislativa
  2. Funzione di revisione costituzionale
  3. Funzione di controllo e di indirizzo
  4. Funzione di inchiesta
5. Sistema delle fonti del diritto
6. Presidente della Repubblica
7. Governo e pubbliche amministrazioni
8. Autonomie locali
9. Libertà e diritti fondamentali
10. Garanzie giurisdizionali
11. Giustizia costituzionale

L'Associazione Italiana dei Costituzionalisti (A.I.C.) è un'importante associazione di professori 
di diritto costituzionale.